# Aganmalomè
Aganmalomè è un arrondissement del Benin situato nella città di Kpomassè (dipartimento dell'Atlantico) con 5.560 abitanti (dato 2006).